# Palca (distrito de Lampa)
Palca é um distrito do departamento de Puno, localizada na província de Lampa, Peru.

## Transporte
O distrito de Palca é servido pela seguinte rodovia:
- PU-124, que liga a cidade de Juliaca ao distrito de Llalli [1][2][3]